# Noordelijke krekelkikker
De noordelijke krekelkikker (Acris crepitans) is een kikker uit de familie boomkikkers (Hylidae). De soort werd voor het eerst wetenschappelijk beschreven door Spencer Fullerton Baird in 1854. Oorspronkelijk werd de wetenschappelijke naam Rana pumila gebruikt.

## Uiterlijke kenmerken
Deze tot 3,5 centimeter lange soort, mannetjes blijven nog kleiner, doet pad-achtig aan met het gedrongen lijf, bolle ogen en zeer wrattige huid. De kleurvariatie is erg groot 1) en valt nauwelijks te omschrijven; er zijn drie ondersoorten die ieder weer veel variatie kennen; lichtgroen, bruin, zwart en grijs als basiskleuren. Marmer- net- of vlekkenpatronen komen voor, veel exemplaren zijn uniform van kleur met op de rug een sterk afwijkende streep of vlek. Deze kan rood, geel, zwart, bruin of grijs zijn, veelal oranjebruin.
Het enige kenmerk dat bijna alle exemplaren hebben is een driehoekige vlek op de kop. De driehoek is tussen het midden van de ogen als rechte zijde en de punt wijzend naar de rug en ongeveer een centimeter lager liggend. Deze kleur is meestal de kleur van de streep op de rug, soms de kleur van de tekening. Overigens hebben ook andere soorten uit het geslacht Acris een dergelijke vlek; twee knobbeltjes bij de anus zijn een typisch kenmerk van deze soort.

## Leefwijze
De noordelijke krekelkikker leeft veelal op de grond, maar kan ook goed klimmen en springen. Ondanks de geringe lengte kan meer dan een meter ver worden gesprongen vanuit stilstand.
De naam krekelkikker slaat op de korte felle piepjes die de mannetjes produceren met de kwaakblaas om de vrouwtjes te lokken. Het lijkt een beetje alsof twee kiezelstenen tegen elkaar worden getikt; een statisch en metaalachtig tikkend geluid dat steeds sneller wordt herhaald en dan weer afneemt. De mannetjes doen dat urenlang van maart tot mei nadat de schemering is ingevallen.

## Verspreiding en habitat
Deze soort leeft in Canada (alleen in Ontario) en in de Verenigde Staten; Arkansas, Texas, Oklahoma, Colorado, Indiana, Kentucky, Michigan, West Virginia, en Wisconsin bij moerassen, plassen, beken en meren..

## Galerij: verschillende variaties

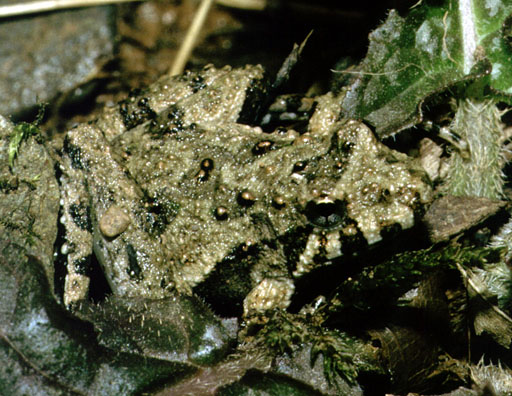
Locatie: Orange County, North Carolina, VS
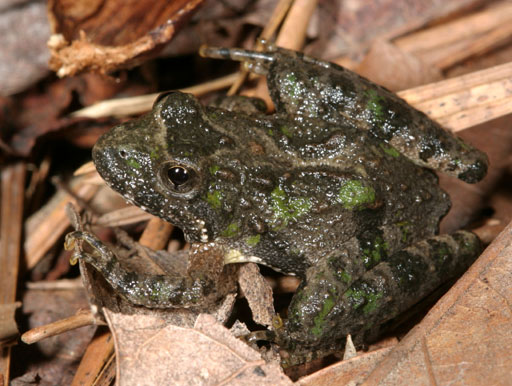
Locatie: Durham County, North Carolina, VS